# Marco Savelli
Marco Savelli (Poggibonsi, 6 de agosto de 1949) es un deportista italiano que compitió en vela en la clase Flying Dutchman. Ganó una medalla de bronce en el Campeonato Mundial de Flying Dutchman de 1981.

## Palmarés internacional
| Campeonato Mundial | Campeonato Mundial | Campeonato Mundial | Campeonato Mundial |
| Año                | Lugar              | Medalla            | Clase              |
| ------------------ | ------------------ | ------------------ | ------------------ |
| 1981               | Palamós (España)   | Medalla de bronce  | Flying Dutchman    |